# スカイマーシャル
スカイマーシャル（Sky marshal）とは、旅客機に搭乗し、ハイジャックなどの犯罪に対処する武装警察官のこと。日本語では警乗制度ともいう。

## 歴史
ハイジャック防止を目的とした武装警備員搭乗の制度は、1970年代から世界のいくつかの航空会社で行われてきた。特にイスラエル発の主要な国際便・国内便（エル・アル航空など）には、早くからスカイマーシャルが搭乗しており、1970年に発生したPFLP旅客機同時ハイジャック事件では、スカイマーシャルとして便乗していたイスラエルの警官が犯人の1人を射殺し、機体の制圧に一役買っている。

## アメリカ合衆国のスカイマーシャル
アメリカ合衆国では1961年にキューバへの亡命を求めるハイジャック事件が連続して発生し、当時の大統領であるジョン・F・ケネディがFBIと航空会社の幹部に対して対応策を求めたのがスカイマーシャルプログラムの始まりである。対策として国境警備隊員の飛行機への搭乗、コックピットのドアの強化及びパイロット以外の人物がドアのカギを保有しないことを打ち出している。
1968年に連邦航空局傘下で、航空関係者のボランティアによるスカイマーシャルプログラムが誕生した。最大で約1800名のスカイマーシャルが配備されたが、1970年代初頭より導入されたX線検査による乗客の手荷物検査により人員は大幅に削減された。一方でアメリカ人が殺害されるハイジャック事件（例：トランス・ワールド航空847便テロ事件）が発生すると当時のロナルド・レーガン大統領により人員は約400人まで増強された。概して情勢に応じて人員の削減と増加が繰り返されており、21世紀に入るまではハイジャック事件が減少したこともあって活動は低調であり、2001年に発生した同時多発テロ事件直前に配備されていた33名はアメリカの国内便には搭乗していなかった。
しかし、同時多発テロ事件以降は人員が大幅に増員され（4000名ともいわれている）、航空機テロの危険性に対応するため、国土安全保障省の連邦航空保安局が、アメリカ内のスカイマーシャル任務を本格的に担当することになった。
また同年、米国内に着陸（もしくは領空内を通過）する旅客機を運航する各国航空会社に対し、出発地から武装警備員を搭乗させるようアメリカ政府が要請したことから、多くの国でスカイマーシャルの制度が創設されることになった。
なお、スカイマーシャルの正確な隊員数やどのフライトに配備されるかは機密情報として公開されていない。

## 日本のスカイマーシャル

### 経緯
日本でのスカイマーシャルは、2002年の日韓サッカーワールドカップ開催時に、航空機テロ予防・フーリガン騒乱時の対策として、大会期間中の日韓便および試合開催地への国内便に、武装私服警官が警乗したのが始まりである。このときは臨時的な対応であり、ワールドカップの閉幕とともに終了している。
2004年12月には国土交通省・警察庁からスカイマーシャル制度の実施が公表されている。

### 編成
スカイマーシャル組織のメンバー（航空機警乗警察官）は、機動隊員からの選抜を経て編成されているが、その任務の性質上、正確な人数は不明である。乗客を装って搭乗するが、すべての旅客機に搭乗できるほど人員は多くないとみられるため、便を選んで搭乗しているものと思われる。
詳細は不明であるが、選抜・訓練にあたっては下記のようなものがなされていると言われる。
- 選抜には語学能力や身体能力、判断力などが重視される。
- 主たる任務がハイジャック対策であるため、特殊部隊（SAT）のOBも含まれている[5]。
- 入隊後は、航空機内における近接射撃、ならびに格闘術の訓練を徹底して行う。

### 装備
形式は不明であるが、拳銃を装備しているとされる。2004年11月に警察庁長官が行った記者会見によると、スカイマーシャル組織のメンバーは「多数の乗客が搭乗した飛行中の旅客機内で射撃することを考慮し、特殊な銃弾を装備している」としており、航空機の機体を破損させない弾丸としては、フランジブル弾のことを指していると思われる。